# Steinbrücke Oberweimar

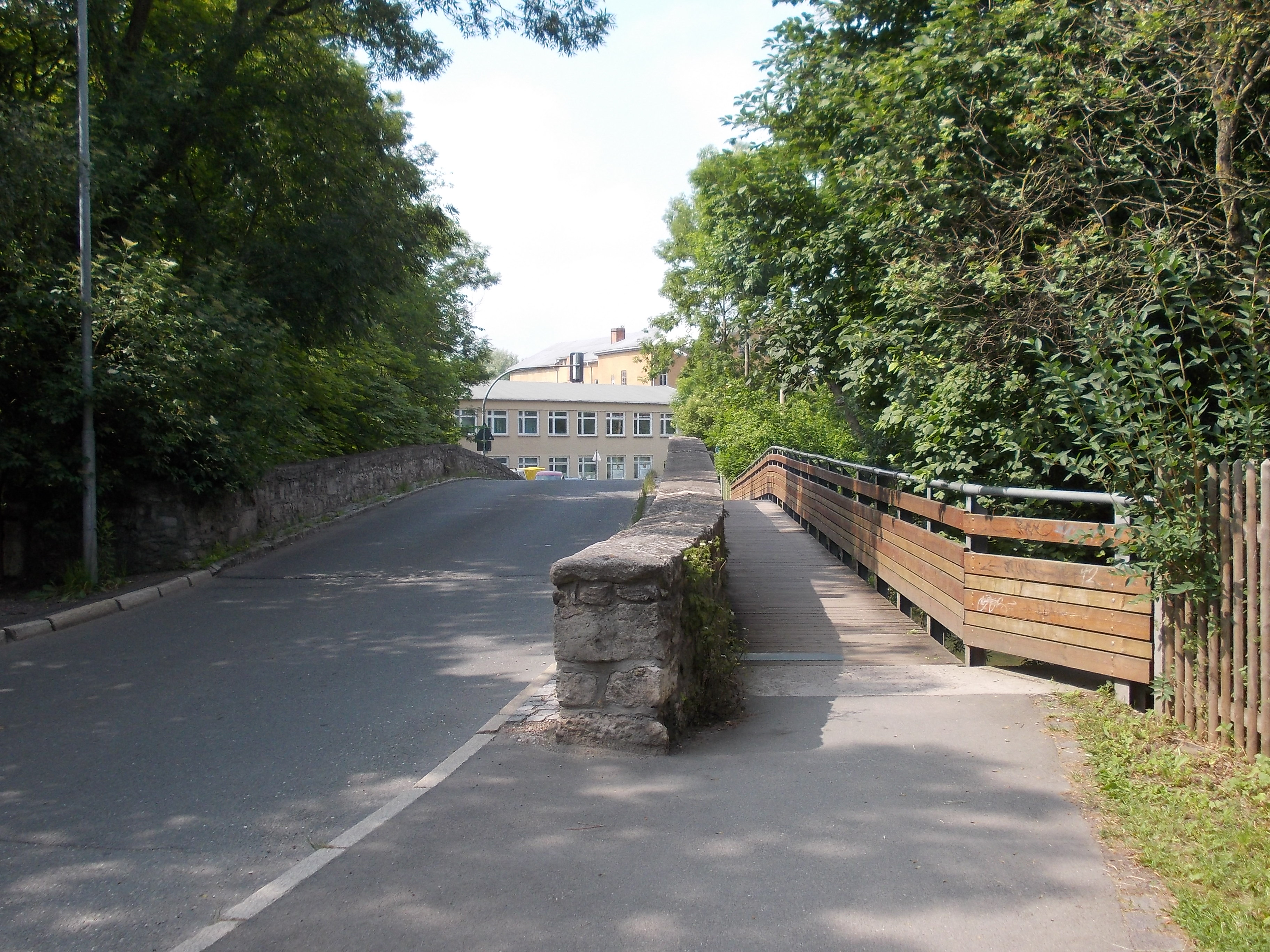
Steinbrücke in Oberweimar

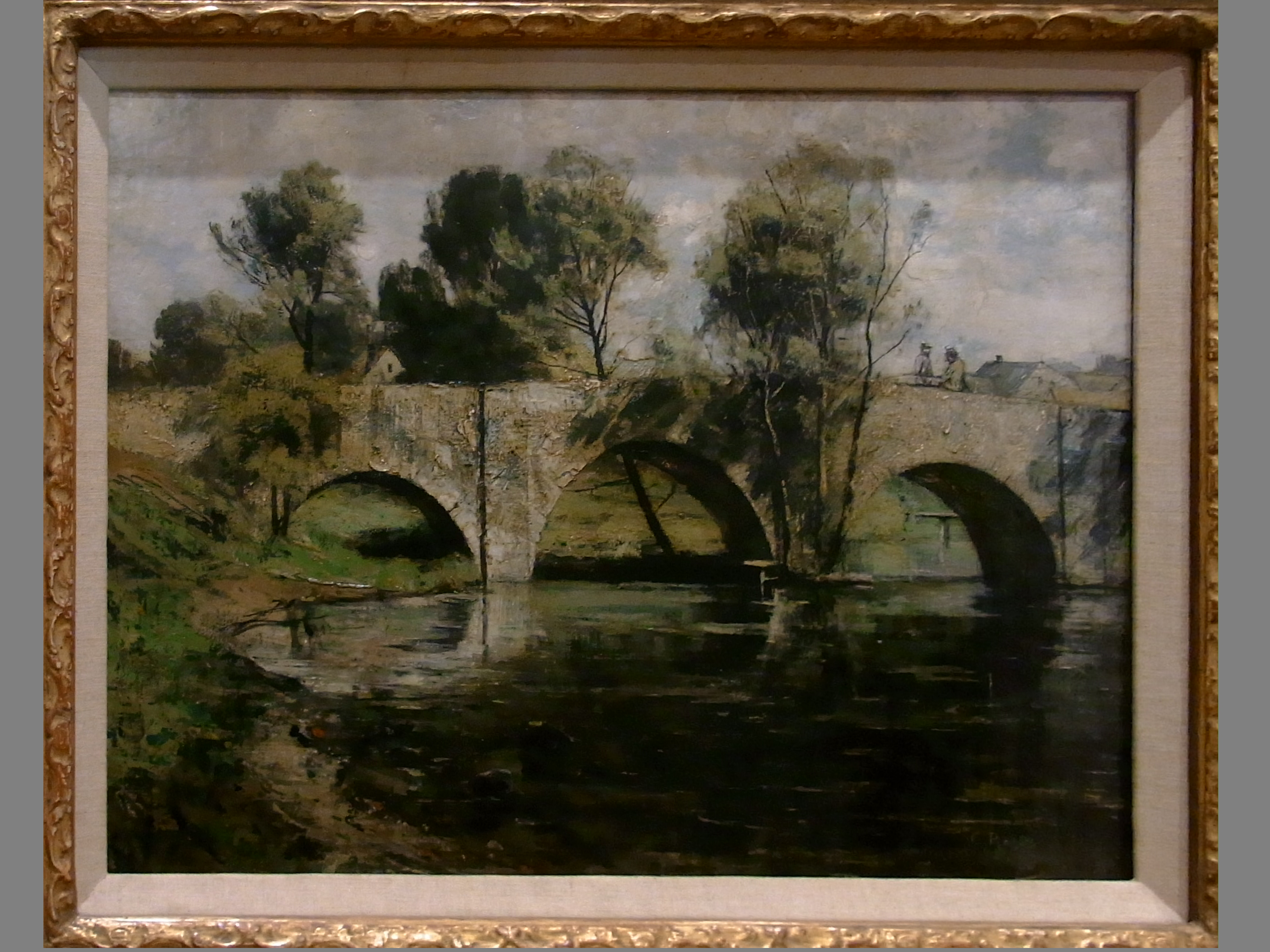
Steinbrücke Oberweimar von Christian Rohlfs

In Oberweimar befindet sich eine der ältesten Brücken Weimars, die Steinbrücke. Erbaut hatte sie der Sohn von Schlossbaumeister Johann Moritz Richter, Christian Richter im Jahre 1722, der auch die älteste Weimarer Brücke, die Sternbrücke erbaute. Die erste steinerne Brücke über die Ilm wurde mit dem als Thüringer Sintflut bezeichneten Hochwasser von 1613 zerstört. In Oberweimar erinnert im Bienenmuseum eine Tafel an dieses Ereignis. Ebenfalls an der Steinbrücke wurde eine Gedenktafel angebracht, die sich allerdings im Stadtmuseum Weimar befindet. Bis zum Neubau der Brücke durch Richter war seit 1615 eine Holzbrücke im Dienst, über die der Verkehr lief. Im Jahr 1952 bekam sie eine Anbindung an der Nordseite für die Fußgänger. Das Gestein, das zum Bau dieser Vierbogenbrücke verwendet wurde, ist Muschelkalk und sind Travertine. Die Gesamtlänge der Brücke beträgt ca. 45 m und eine Breite von ca. 5,70 m. Der größte Bogen hat eine Spannweite von etwa 10 m. Die Brücke besitzt alte Steinmetzzeichen.
Die von der Belvederer Allee  links nach Oberweimar  führende Straße  zur Steinbrücke heißt Steinbrückenweg. Von Christian Rohlfs gibt es ein Gemälde dieser Brücke aus dem Jahr 1888 im Osthaus Museum Hagen.
Die Steinbrücke Oberweimar steht auf der Liste der Kulturdenkmale in Weimar.